# نمرود بايتو
نمرود بايتو شخصية عراقية كردية ولد عام 1952 في دهوك شغل منصب وزيراً للسياحة في حكومة إقليم كردستان من 2006 إلى 2009. حيث يرجع اصله الى العرق الآشوري ، وينتمي إلى الحزب الوطني الآشوري.   خريج كمهندس كهربائي ، وعمل في مجال تكنولوجيا المعلومات في شركة Hewlett-Packard لمدة 10 سنوات. 